# J.R. Duran
Josep Ruaix Duran, conocido como J.R. Duran, (Mataró, 22 de julio de 1952) es un fotógrafo brasileño de origen catalán. Actualmente reside en São Paulo.

## Historia
En el Brasil desde 1970 y con estudio montado en São Paulo, a partir de 1979, comenzó a fotografiar para revistas de moda como Vogue y Elle Brasil, y fijo nada menos que 115 capas de la edición brasileña de la revista Playboy. Al mismo tiempo comenzó a trabajar para agencias de publicidad como DPZ, McCann, Thompson y Talent, para grandes clientes como Johnson & Johnson, General Motors, Volkswagen, Souza Cruz, British American Tobacco y otros.
En 1989 se mudó para los Estados Unidos, donde trabajó para Harper's Bazaar USA, Elle (ediciones francesa, inglesa, italiana y española), Mademoiselle, Glamour, Tatler, Vogue (alemana), así como para agencias de publicidad como Grey Advertising, Saatchi & Saatchi, DDB y otras.
En el Brasil, realizó campañas para Intelig, cigarro Charm, cerveza Kaiser, Embratel, Telesp, Banco do Brasil, cigarro Free, Antarctica, Martini, Motorola, Lojas Riachuelo, Credicard, Hering, Banco Real, Banco Itaú, Telefónica, Sadia y McCafé.
En 1995 volvió a vivir en el Brasil.

## Exposiciones
- En 1984 realizó su primera exposición, Besos Robados, en la Galería Paulo Figueiredo, en São Paulo.
- En 1994 realizó su segunda exposición, Pasajero Distante, en la Galería São Paulo.
- En 2003 inauguró la exposición de fotografías JRDURAN, en el Museo de Arte Brasileña de la FAAP.[3]

## Premios
Ganó siete premios Abril de Periodismo. Fue capa de la edición nacional de la revista Veja en enero de 1988, con el título O Mago de las Gafas.
Tiene ensayos respeto a suyo trabajos publicados en las revistas Forum (alemana), Zoom (ediciones francesa, italiana y japonesa), Man (española) y Photo (francesa).

## Libros
- As melhores fotos (1988)
- 18 Fotos (1991)
- Lisboa (2000, novela)
- Cadernos Etíopes (2008)